# 和歌山県道190号玄子小松原線
和歌山県道190号玄子小松原線（わかやまけんどう190ごう げんごこまつばらせん）は、和歌山県日高郡日高川町から御坊市に至る一般県道である。

## 概要
日高郡日高川町大字玄子から御坊市湯川町小松原に至る。
全線にかけて道が狭く、農地や集落の周辺を通るため、生活道路として地元住民が利用している。また、途中には学校があるため、通学路として学生が利用している。

### 路線データ
- 起点：和歌山県日高郡日高川町大字玄子（日高川町玄子交差点、和歌山県道26号御坊美山線交点、和歌山県道192号玄子和佐線起点）
- 終点：和歌山県御坊市湯川町小松原（和歌山県道185号御坊停車場線交点）
- 実延長：7.746 km

## 歴史
- 1959年（昭和34年）5月14日 - 和歌山県が一般県道として玄子小松原線を認定[1]。
- 2021年（令和3年）2月16日 - 日高郡日高川町中津川地内のバイパスが開通[2]。

## 路線状況

### 重複区間
- 和歌山県道27号日高印南線（御坊市藤田町吉田）
- 和歌山県道191号江川小松原線（御坊市藤田町吉田 - 御坊市湯川町小松原）

## 地理

### 通過する自治体
- 和歌山県
  - 日高郡日高川町 - 御坊市

### 交差する道路
| 交差する道路                                       | 市町村名 | 市町村名 | 交差する場所 | 交差する場所              |
| -------------------------------------------------- | -------- | -------- | ------------ | ------------------------- |
| 和歌山県道26号御坊美山線 和歌山県道192号玄子和佐線 | 日高郡   | 日高川町 | 大字玄子     | 日高川町玄子交差点 / 起点 |
| E42 湯浅御坊道路                                   | 日高郡   | 日高川町 | 大字千津川   | 29 川辺IC                 |
| 和歌山県道27号日高印南線 重複区間起点              | 御坊市   | 御坊市   | 藤田町吉田   |                           |
| 和歌山県道27号日高印南線 重複区間終点              | 御坊市   | 御坊市   | 藤田町吉田   |                           |
| 和歌山県道191号江川小松原線 重複区間起点           | 御坊市   | 御坊市   | 藤田町吉田   |                           |
| 和歌山県道191号江川小松原線 重複区間終点           | 御坊市   | 御坊市   | 湯川町小松原 |                           |
| 和歌山県道185号御坊停車場線                        | 御坊市   | 御坊市   | 湯川町小松原 | 終点                      |

### 交差する鉄道
- 紀勢本線

### 沿線
- 和歌山県立紀央館高等学校
- 御坊市立湯川中学校
- 御坊市立湯川小学校